# Annacis Island
Annacis Island är en ö i Kanada.   Den ligger i provinsen British Columbia, i den södra delen av landet, 3 500 km väster om huvudstaden Ottawa.
Runt Annacis Island är det i huvudsak tätbebyggt. Runt Annacis Island är det tätbefolkat, med 442 invånare per kvadratkilometer.